# Nastri d'argento 1990
La 45ª edizione dei Nastri d'argento si è svolta il 24 febbraio 1990 a Roma.

## Vincitori e candidati
I vincitori sono indicati in grassetto, a seguire gli altri candidati.

### Regista del miglior film
- Pupi Avati - Storia di ragazzi e di ragazze
- Marco Risi - Mery per sempre
- Nanni Moretti - Palombella rossa
- Ettore Scola - Che ora è
- Franco Brusati - Lo zio indegno

### Migliore regista esordiente
- Ricky Tognazzi - Piccoli equivoci
- Giacomo Campiotti - Corsa di primavera
- Umberto Angelucci e Stefano Benni - Musica per vecchi animali
- Gianfranco Cabiddu - Disamistade
- Gianfrancesco Lazotti - Saremo felici

### Miglior produttore
- Claudio Bonivento - Mery per sempre

### Miglior soggetto originale
- Nanni Moretti - Palombella rossa

### Migliore sceneggiatura
- Pupi Avati - Storia di ragazzi e di ragazze

### Migliore attrice protagonista
- Virna Lisi - Buon Natale... buon anno
- Giusi Cataldo - Corsa di primavera
- Amanda Sandrelli - Amori in corso
- Isabella Ferrari - Willy Signori e vengo da lontano
- Ornella Muti - Aspetta primavera, Bandini

### Migliore attore protagonista
- Vittorio Gassman - Lo zio indegno
- Roberto Citran - Il prete bello
- Massimo Troisi - Che ora è
- Michele Placido - Mery per sempre
- Marcello Mastroianni - Che ora è

### Migliore attrice non protagonista
- Nancy Brilli - Piccoli equivoci

### Migliore attore non protagonista
- Alessandro Haber - Willy Signori e vengo da lontano

### Migliore musica
- Claudio Mattone - Scugnizzi

### Migliore fotografia
- Giuseppe Rotunno - Le avventure del barone di Münchausen

### Migliore scenografia
- Dante Ferretti - Le avventure del barone di Münchausen

### Migliori costumi
- Gabriella Pescucci - Le avventure del barone di Münchausen

### Migliore doppiaggio femminile
- Simona Izzo - per la voce di Jacqueline Bisset in Scene di lotta di classe a Beverly Hills

### Migliore doppiaggio maschile
- Roberto Chevalier - per la voce di Eric Bogosian in Talk Radio

### Regista del miglior film straniero
- Peter Weir - L'attimo fuggente (Dead Poets Society)

### Nastro d'argento europeo
- Krzysztof Kieślowski - Decalogo